# 斯特羅伯里 (加利福尼亞州埃爾多拉多縣)
斯特羅伯里（英語：Strawberry）是位於美國加利福尼亞州埃爾多拉多縣的一個非建制地區。該地的面積和人口皆未知。

## 地理
斯特羅伯里的座標為38°47′49″N 120°08′43″W / 38.79694°N 120.14528°W，而該地的平均海拔高度為1749米（即5738英尺）。